# Serie hipergeometrică bilaterală
În matematică, o serie hipergeometrică bilaterală este o serie {\displaystyle \Sigma a_{n}\,\!}, în care sumarea se face peste toți întregii n, în așa fel încât raportul {\displaystyle a_{n}/a_{n+1}\,\!} este o funcție rațională de n. Asemănător este definită seria hipergeometrică, exceptând faptul că, termenii care conțin întregii n negativi dispar. În consecință, seria bilaterală va avea un număr infinit de termeni diferiți de zero, indiferent dacă valorile lui n sunt pozitive sau negative.
Seria hipergeometrică bilaterală nu este convergentă pentru majoritatea funcțiilor raționale, deși ea poate fi prelungită analitic spre o funcție definită pentru majoritatea funcțiilor raționale. Există mai multe formule de sumare care dau valorile funcției pentru valori speciale ale ei, în cazul în care acestea nu converg.

## Definiție
Seria hipergeometrică bilaterală {\displaystyle {}_{p}H_{p}\,\!} este definită de:
{\displaystyle {}_{p}H_{p}(a_{1},\ldots ,a_{p};b_{1},\ldots ,b_{p};z)={}_{p}H_{p}\left({\begin{matrix}a_{1}&\ldots &a_{p}\\b_{1}&\ldots &b_{p}\\\end{matrix}};z\right)=\sum _{n=-\infty }^{\infty }{\frac {(a_{1})_{n}(a_{2})_{n}\ldots (a_{p})_{n}}{(b_{1})_{n}(b_{2})_{n}\ldots (b_{p})_{n}}}z^{n}}
unde 
{\displaystyle (a)_{n}=a(a+1)(a+2)\cdots (a+n-1)\,}
este simbolul lui Pochhammer.
În mod uzual variabila z este luată egală cu 1, caz în care este omisă din notație. De asemenea este posibil să definim o serie {\displaystyle {}_{p}H_{q}\,\!} cu p diferit de q, dar aceasta nu va fi convergentă, sau va putea fi redusă la o serie hipergeometrică ordinară printr-o schimbare de variabilă.

## Convergența și prelungirea analitică
Să presupunem că nici o variabilă a sau b nu are valoare întreagă, astfel că toți termenii seriei sunt finiți și diferiți de zero. Atunci termenii cu n < 0 sunt divergenți dacă |z| < 1, termenii n > 0 sunt divergenți dacă |z| > 1, iar seria nu va converge dacă nu avem |z| = 1. Când |z| = 1, seria converge dacă:
{\displaystyle \Re (b_{1}+\cdots b_{n}-a_{1}-\cdots -a_{n})>1.}
Seria hipergeometrică bilaterală poate fi prelungită analitic la o funcție meromorfă cu valori multiple de mai multe variabile, ale cărei singularități sunt punctele de ramificație z = 0 și z=1 și polii simpli  din ai = −1, −2,... și bi = 0, 1, 2, ... Acest lucru poate fi făcut în felul următor: Să presupunem că nici o variabilă a sau b nu are valoare întreagă. Termenii cu n pozitiv converg pentru |z| < 1 către o funcție care satisface o ecuație liniară neomogenă cu singularități în z = 0 și z = 1, astfel că ea poate fi prelungită la o funcție cu valori multiple, având aceste puncte ca puncte de ramificație. Similar, termenii cu n negativ converg pentru |z| > 1 către o funcție care satisface o ecuație liniară neomogenă cu singularități la z = 0 și z = 1, astfel că ea poate fi prelungită la o funcție cu valori multiple, având  aceste puncte ca puncte de ramificație. Suma acestor funcții duce la prelungirea analitică a seriei hipergeometrice bilaterale pentru toate valorile lui z diferite de 0 și 1, satisfăcând o ecuație diferențială liniară în z similară cu ecuația diferențială hipergeometrică.

## Formule de sumare

### Suma bilaterală a lui Dougall
Această sumă este definită prin relația:
{\displaystyle \sum _{-\infty }^{\infty }{\frac {(a)_{n}(b)_{n}}{(c)_{n}(d)_{n}}}={\frac {\Gamma (d)\Gamma (e)\Gamma (1-a)\Gamma (1-b)\Gamma (c+d-a-b-1)}{\Gamma (c-a)\Gamma (c-b)\Gamma (d-a)\Gamma (d-b)}}}
Câteodată această formulă este scrisă sub forma echivalentă:
{\displaystyle \sum _{n=-\infty }^{\infty }{\frac {\Gamma (a+n)\Gamma (b+n)}{\Gamma (c+n)\Gamma (d+n)}}={\frac {\pi ^{2}}{\sin(\pi a)\sin(\pi b)}}{\frac {\Gamma (c+d-a-b-1)}{\Gamma (c-a)\Gamma (d-a)\Gamma (c-b)\Gamma (d-b)}}.}

### Formula lui Bailey
Bailey a dat următoarea generalizare a formulei lui Dougall:
{\displaystyle \sum _{-\infty }^{\infty }{\frac {(a)_{n}(b)_{n}(f+1)_{n}}{(d)_{n}(e)_{n}(f)_{n}}}=\lambda {\frac {\Gamma (d)\Gamma (e)\Gamma (1-a)\Gamma (1-b)\Gamma (d+e-a-b-2)}{\Gamma (d-a)\Gamma (d-b)\Gamma (e-a)\Gamma (e-b)}}}
unde 
{\displaystyle \lambda ={\frac {(f-a)(f-b)-(1+f-d)(1+f-e)}{f}}.}